# Превъзходството на Борн (филм)
„Превъзходството на Борн“ (на английски: The Bourne Supremacy) е шпионски филм от 2004 г., втора част от поредицата „Борн“.

## Актьорски състав
| Актьор          | Роля              |
| --------------- | ----------------- |
| Мат Деймън      | Джейсън Борн      |
| Франка Потенте  | Мари Хелена Кройц |
| Брайън Кокс     | Уорд Абът         |
| Джулия Стайлс   | Ники Парсънс      |
| Джоан Алън      | Памела Ланди      |
| Карл Ърбан      | Кирил             |
| Гейбриъл Ман    | Дани Зорн         |
| Мартон Чокаш    | Джарда            |
| Карел Роден     | Юри Гретков       |
| Томас Арана     | Мартин Маршал     |
| Мишел Монахан   | Ким               |
| Оксана Акиншина | Ирена Нески       |

## Награди и номинации
| Награда | Категория                                     | Номиниран(и)                                  | Резултат  |
| ------- | --------------------------------------------- | --------------------------------------------- | --------- |
| Сатурн  | Най-добър екшън, приключенски или трилър филм | Най-добър екшън, приключенски или трилър филм | номинация |
| Сатурн  | Най-добър актьор                              | Мат Деймън                                    | номинация |
| Емпайър | Най-добър филм                                | Най-добър филм                                | награда   |
| Емпайър | Най-добър актьор                              | Мат Деймън                                    | награда   |
| Емпайър | Най-добър британски режисьор                  | Пол Грийнграс                                 | номинация |

## Дублажи

### Арс Диджитал Студио
| Преводач             | Яна Янева                                            |
| Озвучаващи артисти   | Таня Димитрова Татяна Захова Илиян Пенев Васил Бинев |
| Режисьор на дублажа  | Екатерина Късметлийска                               |
| Техническа обработка | Арс Диджитал Студио                                  |
| Тонрежисьор          | Георги Цветков                                       |

### Студио VMS
| Преводач            | Константин Николов                                                          |
| Режисьор на дублажа | Добрин Добрев                                                               |
| Тонрежисьор         | Сибин Златарев                                                              |
| Озвучаващи актьори  | Татяна Захова Елена Русалиева Станислав Димитров Илиян Пенев Георги Тодоров |